# QuarkXPress
QuarkXPress és un programa d'autoedició per a ordinadors Mac OS X i Windows, produït per Quark Inc. Aquesta pot ser considerada com una de les primeres empreses deganes d'autoedició (juntament amb Aldus, Xerox, Adobe Systems i Apple Computer). La primera versió de QuarkXPress va aparèixer en el 1987.
Una de les primeres tecnologies que van fer despuntar al programa va ser l'ús de XTension que permet a desenvolupadors externs implantar el seu propi programari mitjançant l'ús d'extensions creades per ells mateixos.
A més de QuarkXPress, Quark Inc. comercialitza altre producte dit «QuarkXPress Passport», que és bàsicament el mateix QuarkXPress amb la capacitat d'usar múltiples llenguatges en la seua interfície, separació de paraules, etc.
Encara que comparable a altres programes d'autoedició com Adobe PageMaker o Microsoft Publisher, QuarkXPress és un dels pocs —al costat d'Adobe InDesign— que és considerat com una eina veritablement professional, dins del gremi d'editors, impressors i fotomecànics.

## Informació de la companyia
Quark, Inc. va ser fundada en 1981 en Denver per Tim Gill i Mark Pope. Va començar la seva marxa creant programari de processament de textos per a l'Apple II i l'Apple III.
Fred Ebrahimi, qui es va unir a Quark en 1986, va aconseguir implantar una política expansiva comercial, que va llançar amb gran èxit a l'empresa al mercat internacional.
Tant Gill, Ebrahimi i Pope s'han retirat actualment de la companyia. Fred Ebrahimi segueix ocupant el lloc de Director a títol merament oficial.

## Història
La primera versió de QuarkXPress només per a Mac es va llançar en el 1987. La versió per a Windows va aparèixer en 1992. Durant la dècada de 1990, QuarkXPress es va convertir ràpidament en l'eina de treball preferida pels professionals de l'autoedició i els impressors. En particular, la versió 3.3 (1996) va ser una fita, que representava una versió estable, que usava les fonts d'Apple TrueType i que es va convertir en un estàndard de la indústria durant llarg temps.
Amb més del 90% del mercat durant els anys 90, Quark va ser acusada de monopolista i de cobrar preus excessius pel seu programari. Adobe va decidir crear la seua pròpia aplicació d'autoedició, InDesign, en el 1999. L'eixida de QuarkXPress versió 5 en el 2002 li va enfrontar amb Apple, ja que no era compatible amb Mac OS X, mentre que InDesign 2.0, que va eixir en aqueixa mateixa setmana, sí que ho era.
L'empresa Quark va incursionar en el mercat del programari de multimèdia amb l'aplicació QuarkInMedia, sense gaire èxit, i va retornar a l'especificitat que li va brindar sempre el seu producte estrella: QuarkXPress.
Quark sembla haver reconsiderat la seua política de preus des de 2004 i també proporciona més actualitzacions per a QuarkXPress.

## Característiques
QuarkXPress és un programa de disseny amb interfície gràfica WYSIWYG. Text i gràfics són tractats com a elements distints (caixes de text i caixes de gràfics). Ambdós tipus de caixa són transformables en una multitud de formes.
QuarkXPress té dues formes d'operació: contingut (els comandaments s'apliquen dins de la caixa) i objecte (posició de la caixa i característiques). Cada manera té el seu propis menús, fàcilment accessibles mitjançant abreviatures de teclat. El programari permet posicionar els elements en la pàgina amb una aproximació d'una mil·lèsima de polzada.
Quark integra taules de colors Pantone i Hexachrome, a més d'altres espais colorímetres. En la tasca de separació de color CMYK Quark destaca per la facilitat i rapidesa per a crear fotolits.
QuarkXPress també ofereix sincronització de capes, múltiples nivells de desfer, XML, HTML i capacitat de generar PDFs.
La versió actual, QuarkXPress 7, afegeix capacitats OpenType, Unicode, JDF i PDF/X-export/. QuarkXPress 7 està disponible per a Mac OS X 10.4 i Windows XP.

### Versió per a servidor
En el 2003 Quark va llançar una versió per a servidor, dita QuarkDDS. Amb aquesta aplicació aconseguien afegir funcionalitat d'edició de pàgines a través d'un navegador web.
En el 2006 Quark reanomenà QuarkDDS com «QuarkXPress Server».

## Història de les versions
- QuarkXPress 1 (1987) — Primera versió només per a Mac OS
- QuarkXPress 2 (1989) — Primeres versions en idiomes diferents de l'anglès
- QuarkXPress 3 (1990) — Primera versió amb paleta de mesures i llibreries
- QuarkXPress 3.1 (1992) — Primera versió per a Windows
- QuarkXPress 3.2 (1993) — Primera versió amb suport Applescript i administració de color
- QuarkXPress 3.3 (1996) — Primera versió PPC. Primera versió Passport (opcional)
- QuarkXPress 3.32 (1996) — Suport per a Quark Immedia
- QuarkXPress 4 (1997) — Primera versió amb corbes bezier
- QuarkXPress 4.1 (1999) — Suport para PDF i XML
- QuarkXPress 5 (2002) — Taules i exportació a HTML
- QuarkXPress Server (QuarkDDS)
- QuarkXPress 6 (2003) — Primera versió per a Mac OS X
- QuarkXPress 6.1 (2004) — Importació de documents Excel
- QuarkXPress 6.5 (2004) — Suport per a Document Object Model i edició d'imatges
- QuarkXPress 7 (2006) — Suport d'OpenType, Unicode, PDF/X, Transparències.
- QuarkXPress 7.01 (2006) — Primera versió per a Intel Macs (Universal binary), més PPML.
- QuarkXPress 7.02 (2006) — Suport addicional d'idioma a Passport.
- QuarkXPress 7.1 (2007) — Millora del rendiment.
- QuarkXPress 7.3 (2007) — Suport PDF, millora de rendiment, i estabilitat.
- QuarkXPress 7.31 (2007) — Certificat per a Windows Vista i suport per a Mac OS X v10.5 «Leopard».
- QuarkXPress 8 (2008)
- QuarkXPress 9 (2011)